# DR 3.0
Der DR 3.0 (bis zum Facelift 2022 DR 3) ist ein Kompakt-SUV des italienischen Automobilherstellers DR Automobiles, das baugleich mit dem chinesischen Chery Tiggo 3X ist.

## Geschichte
Erstmals präsentiert wurde das Fahrzeug auf der Bologna Motor Show im Dezember 2016, verkauft wird es seit Februar 2018 in Italien zu einem Preis ab 15.000 Euro.
Auf dem 89. Genfer Auto-Salon im März 2019 wurde mit dem DR 3 EV eine batterieelektrische Version des Fahrzeugs vorgestellt. Sie sollte Ende 2019 in den Handel kommen. Eine Markteinführung erfolgte dann aber nicht.
Auf der Milano Monza Motor Show im Juni 2022 präsentierte der Hersteller eine überarbeitete Version der Baureihe. Fortan wird sie als DR 3.0 vermarktet. Die Markteinführung erfolgte im Januar 2023.

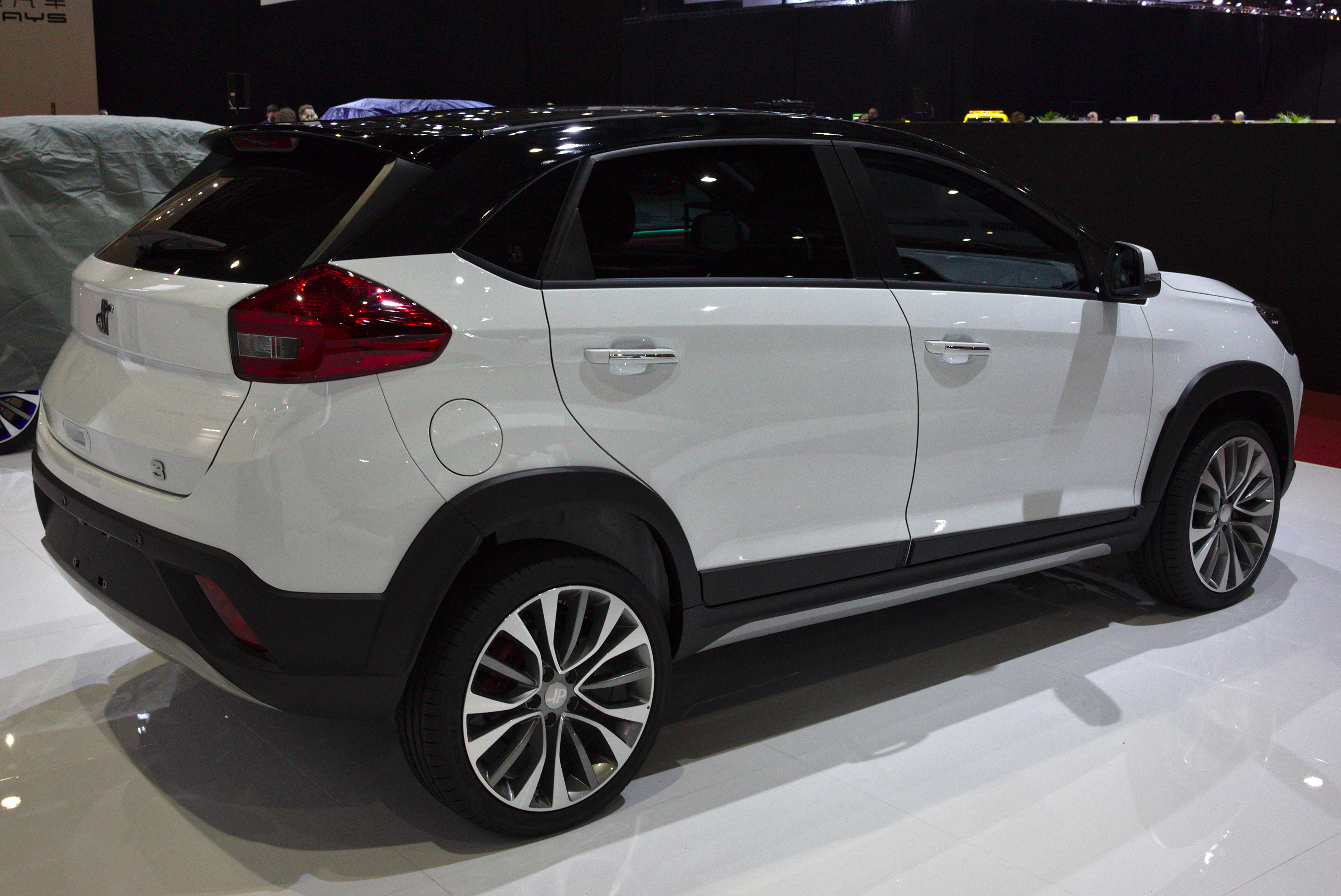
Heckansicht
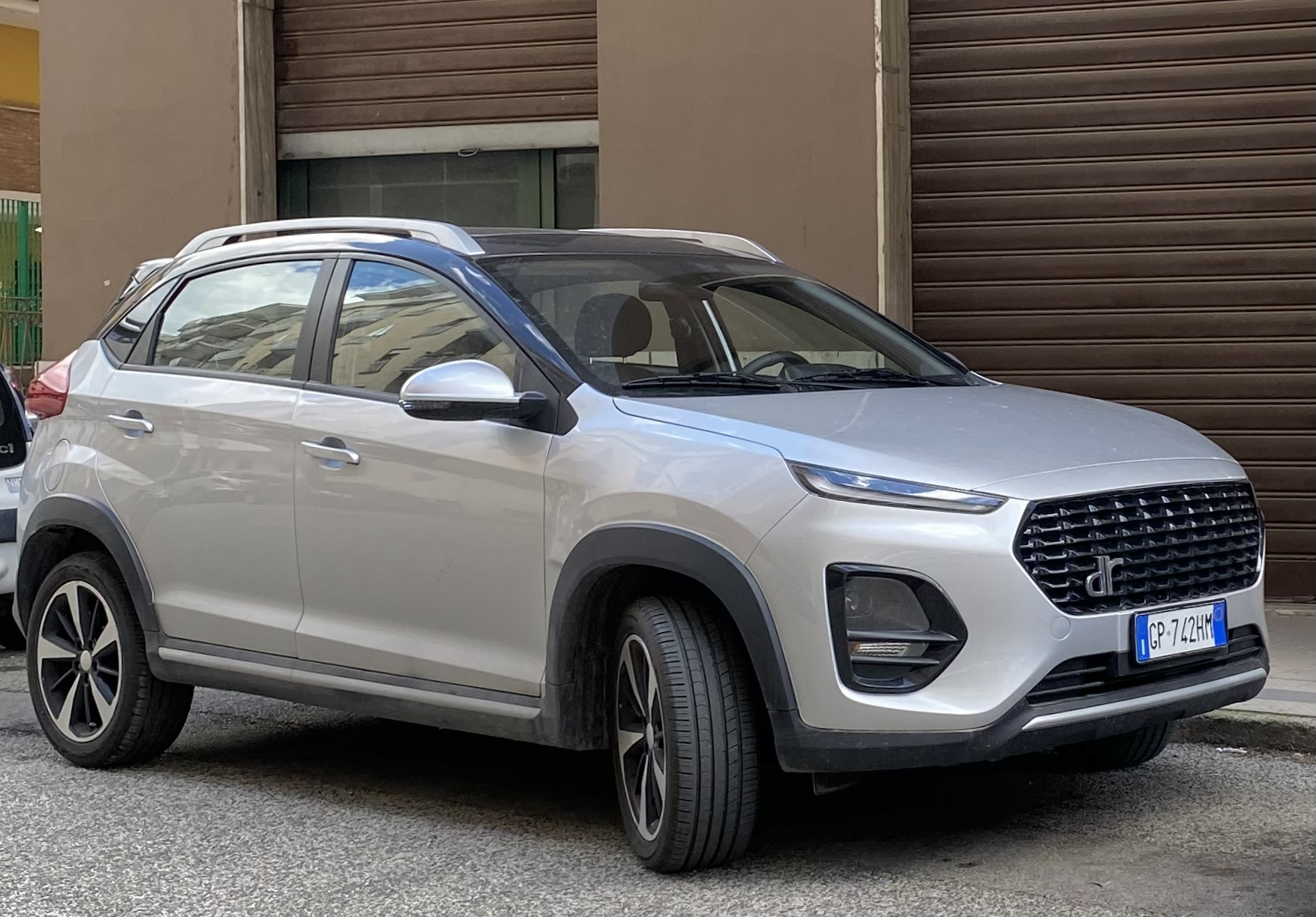
DR 3.0 (seit 2023)
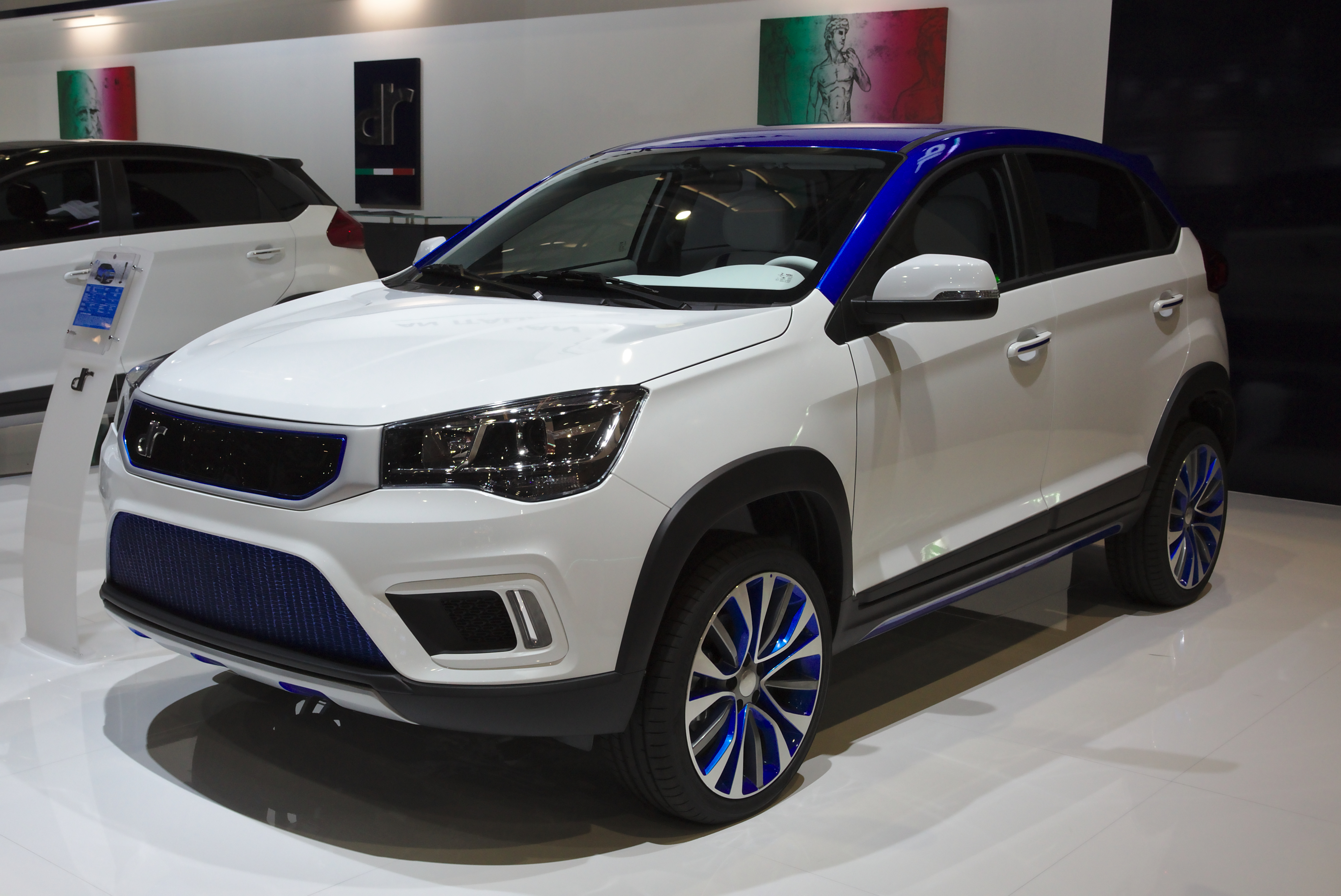
DR 3 EV
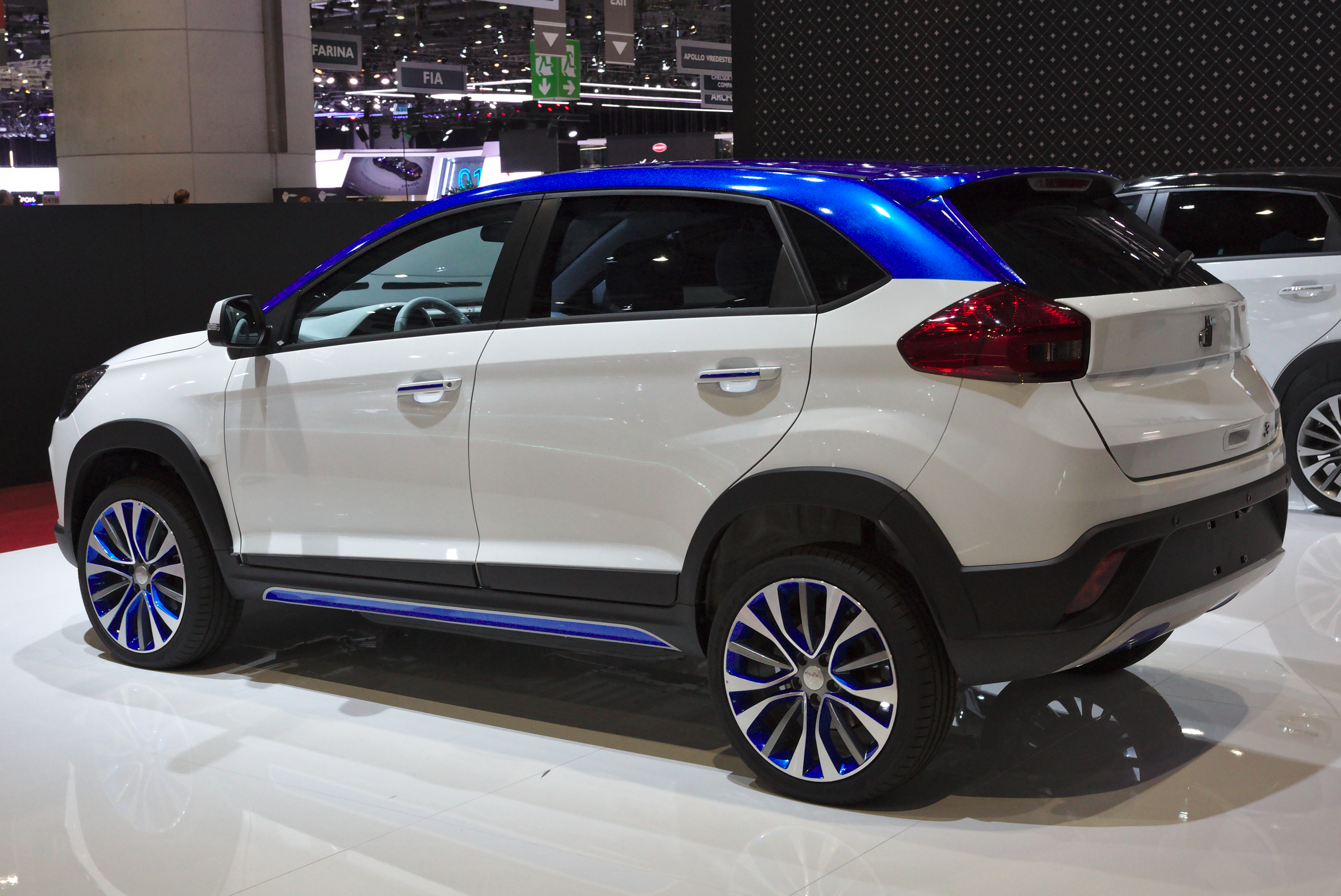
Heckansicht
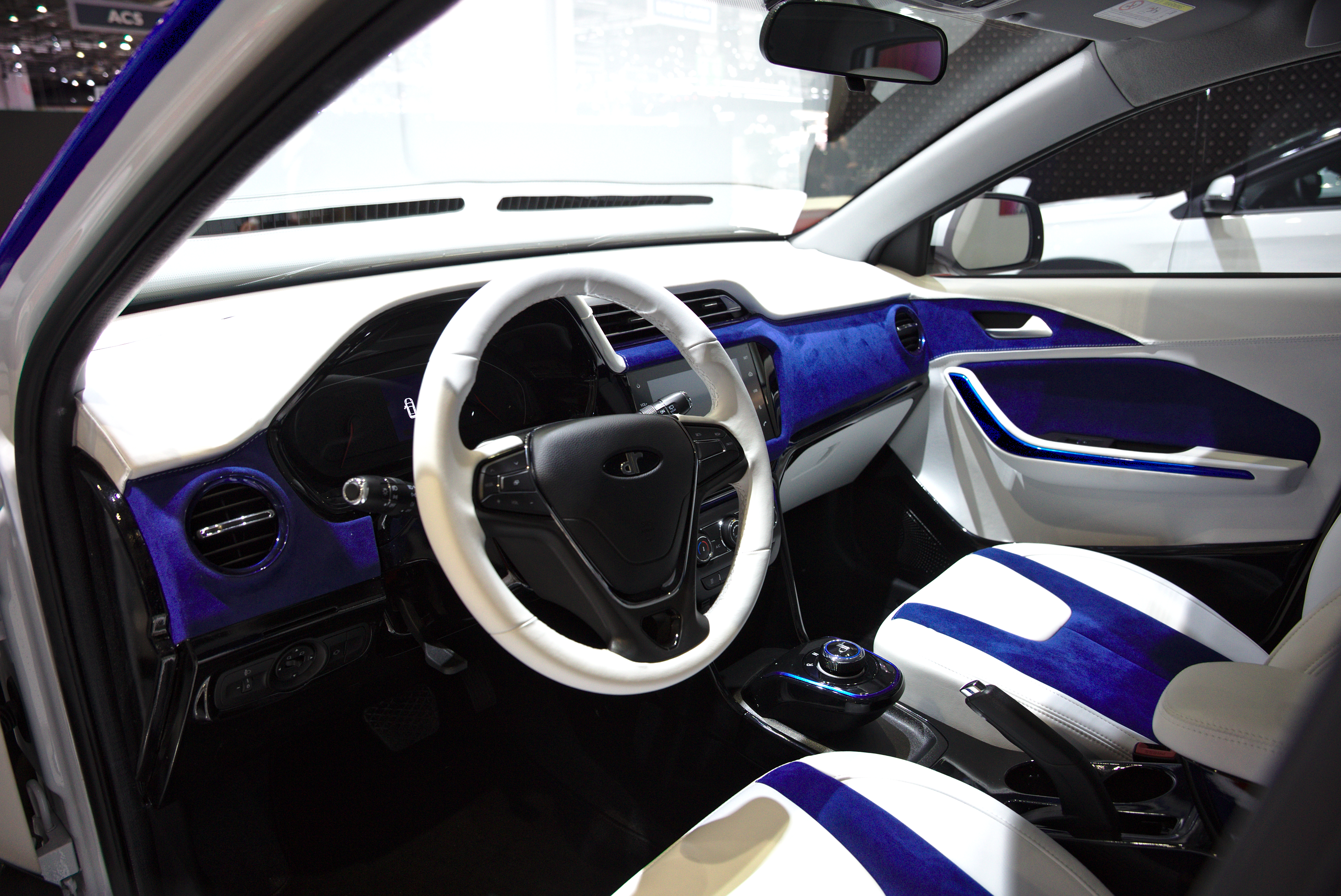
Innenansicht

## Technische Daten
Angetrieben wird der DR 3 von einem 78 kW (106 PS) starken 1,5-Liter-Ottomotor, der auch im Chery Tiggo 3X zum Einsatz kommt. Später wurde die Leistung auf 86 kW (116 PS) erhöht. Auf 100 km/h beschleunigt der Fünfsitzer in 11,5 Sekunden, die Höchstgeschwindigkeit gibt DR mit 175 km/h an. Optional bietet der Hersteller das Fahrzeug mit einem Flüssiggas-Antrieb an.
|                                                               | DR 3                  | DR 3 / DR 3.0             | DR 3 EV          |
| Bauzeitraum                                                   | 02/2018–10/2020       | seit 10/2020              | Prototyp         |
| Motorkenndaten                                                |                       |                           |                  |
| Motortyp                                                      | R4-Ottomotor          | R4-Ottomotor              | Elektromotor     |
| Hubraum                                                       | 1497 cm³              | 1498 cm³                  | —                |
| max. Leistung bei min−1                                       | 78 kW (106 PS) / 6000 | 86 kW (116 PS) / 6150     | 90 kW (122 PS)   |
| max. Drehmoment bei min−1                                     | 135 Nm / 2750         | 135 Nm / 4700             | 276 Nm           |
| Kraftübertragung                                              |                       |                           |                  |
| Antrieb, serienmäßig                                          | Vorderradantrieb      | Vorderradantrieb          | Vorderradantrieb |
| Antrieb, optional                                             | —                     | —                         | —                |
| Getriebe, serienmäßig                                         | 5-Gang-Schaltgetriebe | 5-Gang-Schaltgetriebe     |                  |
| Getriebe, optional                                            | —                     | (Stufenloses Getriebe)    | —                |
| Messwerte                                                     |                       |                           |                  |
| Höchstgeschwindigkeit                                         | 175 km/h              | 175 km/h (175 km/h)       | 151 km/h         |
| Beschleunigung, 0–100 km/h                                    | 11,5 s                | 11,5 s (11,5 s)           |                  |
| Kraftstoffverbrauch-/Energieverbrauch auf 100 km (kombiniert) | 7,7 l Super           | 7,4 l Super (6,5 l Super) |                  |
| CO2-Emissionen (kombiniert)                                   | 180 g/km              | 173 g/km (159 g/km)       | —                |
| Batterie (Lithium-Ionen-Polymer)                              | —                     | —                         | 54,3 kWh         |
| elektrische Reichweite nach NEFZ                              | —                     | —                         | 401 km           |
| Abgasnorm                                                     | Euro 6                | Euro 6d                   | —                |